# Bragbury End
Bragbury End – wieś w Anglii, w hrabstwie Hertfordshire. Leży 11 km na północny zachód od miasta Hertford i 41 km na północ od centrum Londynu.